# Janek Tombak
Janek Tombak   (Põltsamaa, 22 de juliol de 1976) és un ciclista estonià, que fou professional entre 1999 i 2009. Bon esprintador, en el seu palmarès destaquen dos campionats nacionals en ruta (2001 i 2003), així com el Tour de Picardia i el Gran Premi Cholet-País del Loira. Va participar en dos edicions dels Jocs Olímpics (2000 i 2004).

## Palmarès
- 2000
  - Vencedor de 2 etapes de la Volta a Hessen
  - Vencedor d'una etapa del Tour de l'Avenir
- 2001
  -  Campió d'Estònia en ruta
  - Vencedor d'una etapa dels Dos dies dels Eperons d'Or
- 2002
  - Vencedor de 2 etapes del Gran Premi Mosqueteiros-Rota do Marquês
  - Vencedor d'una etapa dels Quatre dies de Dunkerque
  - Vencedor d'una etapa de la Volta a Polònia
  - Vencedor d'una etapa del Gran Premi del Minho
- 2003
  -  Campió d'Estònia en ruta
  - Vencedor d'una etapa de la Ruta del Sud
- 2004
  - Vencedor d'una etapa de la Volta a Dinamarca
- 2005
  - 1r al Tour de Picardia
  - 1r al Gran Premi EOS Tallinn
- 2006
  - 1r al Gran Premi EOS Tallinn
- 2007
  - 1r a la Halle-Ingooigem
  - Vencedor d'una etapa del Tour de Picardia
  - Vencedor d'una etapa dels Boucles de la Mayenne
  - Vencedor d'una etapa de la Saaremaa Velotour
- 2008
  - 1r al Gran Premi Cholet-País del Loira
- 2009
  - 1r als Boucles de la Mayenne

### Resultats al Tour de França
- 2004. Abandona
- 2005. 153è de la classificació general

### Resultats a la Volta a Espanya
- 2001. Abandona